# Station Dalerveen
Station Dalerveen was een halte in Dalerveen aan de spoorlijn Zwolle – Stadskanaal tussen Dalen en Nieuw Amsterdam.
Het station van het NOLS-type halte werd op 1 november 1905 geopend, en werd op 15 mei 1938 gesloten. Het haltegebouw was van het type 'Vilsteren' en had een laag puntdak met een dwarstaande vleugel en diende tevens als woning voor de stationchef. De architect van het gebouw was Eduard Cuypers. Het verdween in 1941.
0: Zwolle ·
5: Herfte-Veldhoek ·
8: Marshoek-Emmen ·
12: Dalfsen ·
15: Rechteren ·
19: Vilsteren ·
23: Ommen ·
25: Sterkamp ·
29: Junne ·
31: Beerze ·
34: Mariënberg ·
37: Bergentheim ·
Brucht ·
42: Hardenberg ·
45: Baalder-Radewijk ·
48: Gramsbergen ·
50: De Haandrik ·
55: Coevorden ·
59: Dalen ·
62: Dalerveen ·
66: Nieuw Amsterdam ·
70: Emmen Zuid ·
71: Emmen Bargeres ·
72: Zuidbarge ·
75: Emmen ·
79: Weerdinge ·
82: Valthe ·
87: Exloo ·
93: Buinen ·
95: Drouwen ·
100: Gasselternijveen ·
103: Tweede Dwarsdiep ·
107: Stadskanaal
Assen ·
Beilen ·
Coevorden ·
Dalen ·
Emmen ·
-Zuid ·
Hoogeveen ·
Meppel ·
Nieuw Amsterdam

Zie ook: lijst van voormalige spoorwegstations in Drenthe
1. ↑  Norbruis, Obbe (2025): Eduard Cuypers Leven & Werk. Hoe hij verdween uit onze architectuurgeschiedenis, oeuvrecatalogus, Edam, LM Publishers, ISBN 9789460229527 blz. 122-123.